# Canyó (hidrografia)

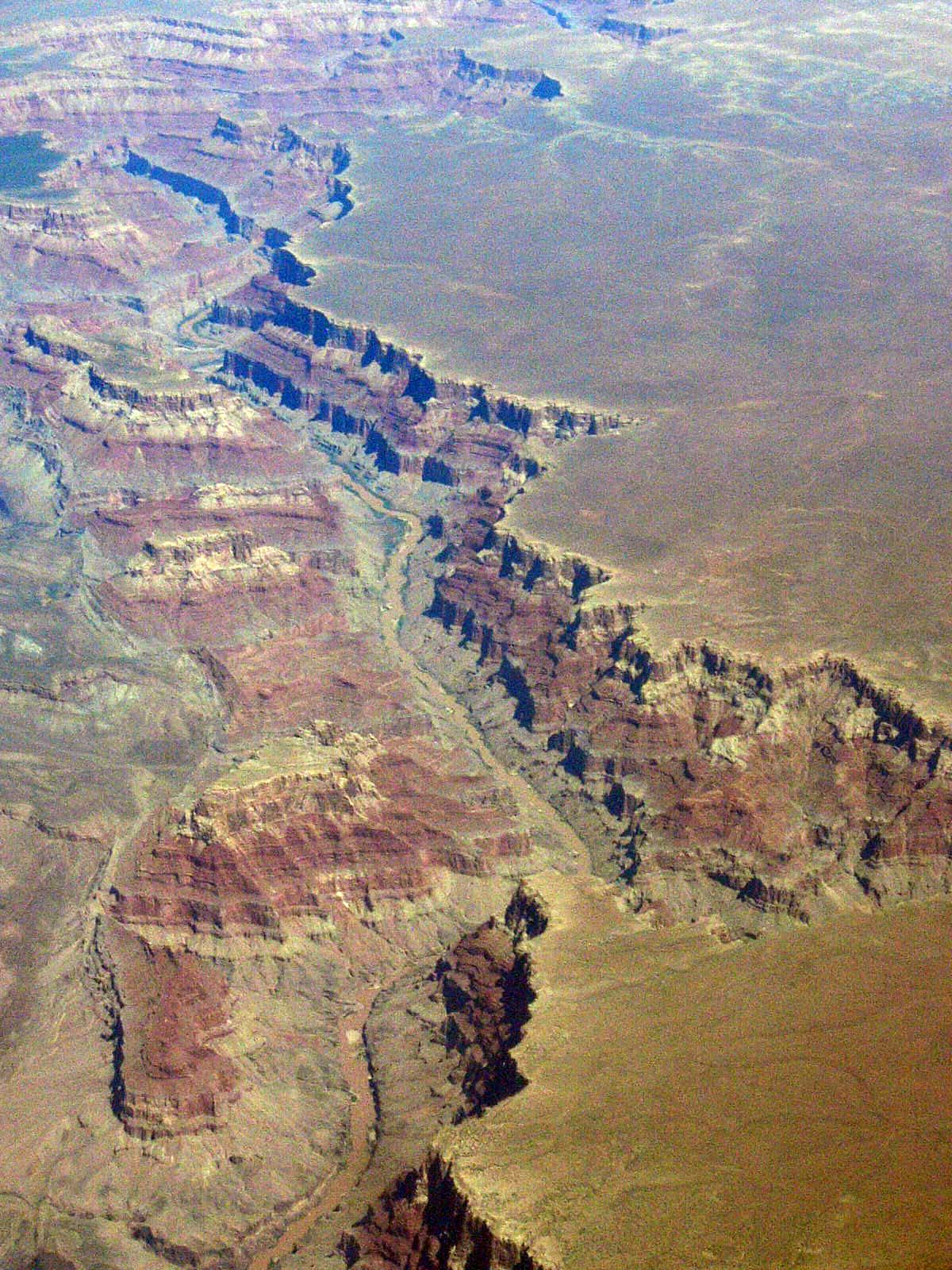
El Gran Canyó, a Arizona, a la confluència entre el Riu Colorado i del Riu Petit Colorado

Un canyó, gola o gorja és una escletxa entre cingles de penya-segats resultat de la meteorització i de l'activitat erosiva d'un riu al llarg de diferents temps geològics. Els rius tenen una tendència natural de serrar la superfície que tenen a sota, arribant a desgastar capes de roques a mesura que els sediments baixen corrent avall. Una llera del riu acabarà tenint, gradualment, una certa elevació de la seva base que serà la mateixa que l'elevació de la massa d'aigua en què desemboqui el riu. Els processos de meteorització i erosió formen canyons quan l'aiguaneix i l'estuari es troben en elevacions significativament diferents, en especial en aquelles regions en què capes de roca tova estan entremesclades amb capes de roques més dures, que són més resistents a la meteorització.
El terme canyó també pot fer referència a una bretxa entre dos pics de muntanya, com passa en serralades com les muntanyes Rocoses, els Alps, l'Himàlaia o els Andes. Normalment és un riu o un corrent crea aquestes escletxes en les muntanys. Exemples de canyons d'aquest tipus són el Cantó de Provo a Utah o la Vall de Yosemite, a la Sierra Nevada de Califòrnia. Els canyons de les muntanyes, o les gorges que només tenen obertura en un dels extrems, s'anomenen canyons encaixats (box canyon en anglès). Els canyons de ranura són canyons molt estrets que sovint tenen les parets molt fines.
Les valls amb pendents costeruts en el llit marí del marge continental són conegudes com canyons submarins. A diferència dels canyons terrestres, es creu que els canyons submarins han estat formats per corrents de turbiditat i esllavissades submarines.

## Etimologia

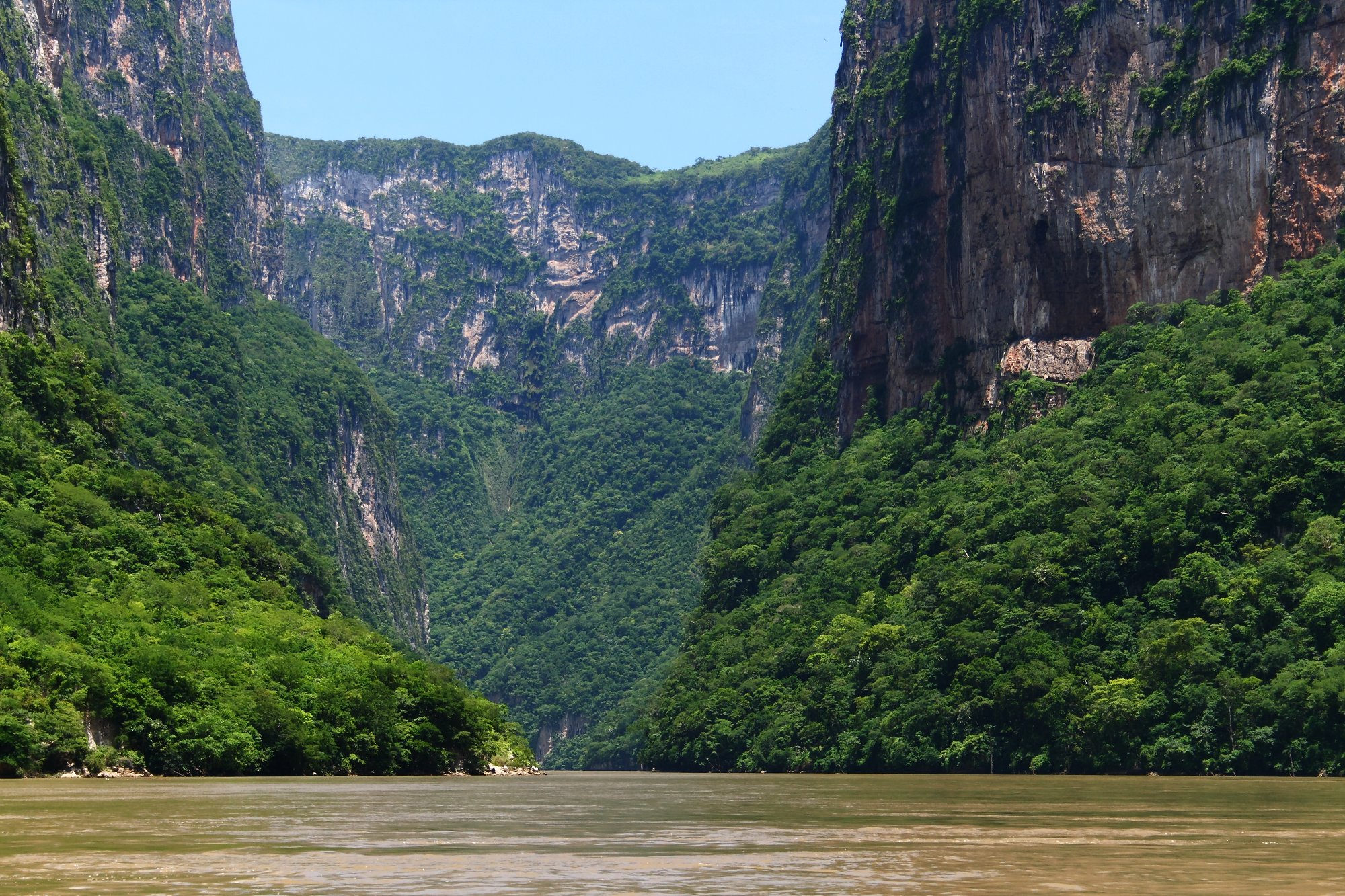
Canyó de Sumidero, a Mèxic

La paraula canyó té l'origen en el castellà (cañón, pronunciat [kaˈɲon]), que té el mateix significat. La paraula angles canyon s'utilitza generalment a l'Amèrica del Nord, mentre que les paraules gorja i ravine (d'origen francès) s'utilitzen a Europa i Oceania, tot i que també es poden trobar en parts d'Amèrica del Nord. Als Estats Units, els noms de lloc solen dur la paraula canyon al sud-oest (atesa la seva proximitat amb Mèxic, on es parla castellà) i gorja al nord-est (zona propera al Canadà francòfon), mentre que a la resta del país l'ús d'un terme o de l'altre és gradual, segons la posició geogràfica de cada lloc. Al Canadà, una gorja és normalment estreta, mentre que un ravine' és més obert i sovint boscós. La paraula anglesa d'origen militar defile (en català, congost) s'utilitza, ocasionalment, al Regne Unit.

## Formació

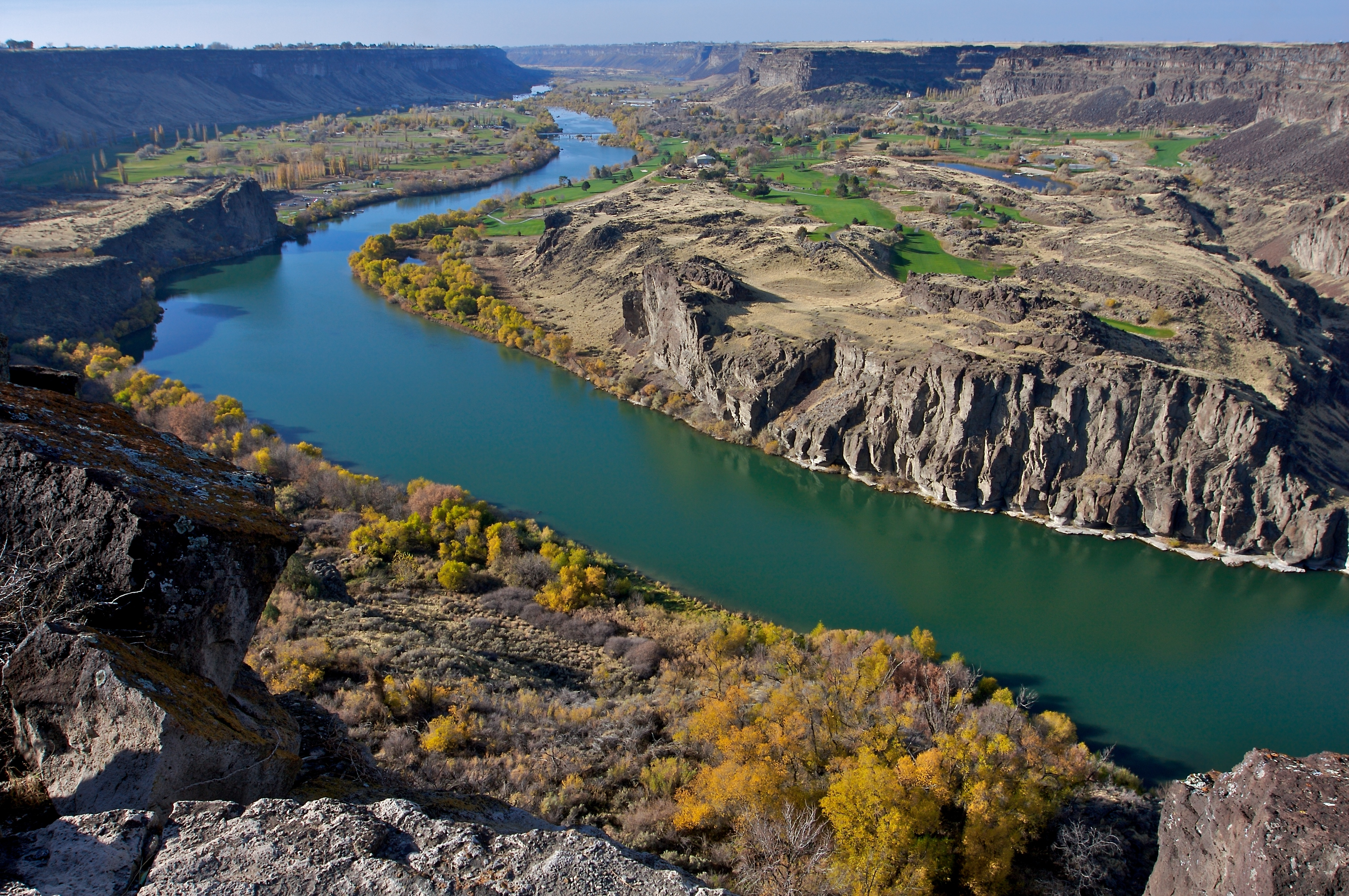
Canyó del Riu Snake, a Idaho

La major part del canyons van ser formats a través d'un procés d'erosió d'un altiplà al llarg de períodes llargs. Els penya-segats es formen perquè estrats de roca més durs, que són resistents a l'erosió i a la meteorització queden exposats en les parets de la vall.
Els canyons són més habituals en territoris àrids que en zones humides ja que la meteorització física té un efecte més fort en les zones àrides. El vent i l'aigua dels rius es combinen per erosionar i serrar els materials menys resistents, com ara el shale. La congelació i l'expansió de l'aigua també ajuden a la creació de canyons. L'aigua s'escola en les escletxes entre les roques i es congela, separant les roques i fent que grans blocs de pedra es desprenguin de les parets dels canyons, en un procés anomenat en anglès frost wedging (falcament de gel). Sovint les parets dels canyons estan formades per materials resistents com el gres o el granit.
De vegades, grans rius corren al llarg de canyons com a resultat de la gradual elevació geològica. S'anomenen riu atrinxerat (entrenched river en anglès), ja que no són capaços d'alterar el seu curs. Als Estats Units, el riu Colorado al sud-oest dels Estats Units i el riu Snake al nord-oest dels Estats Units són dos exemples d'elevació tectònica.
Sovint es formen canyons en àrees de pedra calcària. Com que aquesta roca sedimentària és soluble en certa manera, es formen sistemes de coves a la roca. Quan un sistema de coves col·lapsa, apareix un canyó, com és el cas de Mendip Hills a Somerset i de Yorkshire Dales a Yorkshire, Anglaterra.

### Canyó encaixat
Un canyó encaixat (box canyon en anglès) és un canyó petit que és normalment més petit i més curt que un canyó de riu, amb parets escarpades en tres dels costats, amb un únic accés i sortida a la boca del canyó. Els canyons encaixats són sovint utilitzats a l'oest dels Estats Units com a corrals, simplement posant una tancs en la seva entrada.

## Canyons més grans
La definició de quins són els "canyons més grans" és poc precisa, ja que un canyó pot ser gran en la seva profunditat, en la seva longitud o en l'àrea total del sistema de canyons. A més, la inaccessabilitat dels canyons més grans a l'Himàlaia fa que no se'ls tingui en compte en la llista. La definició de "canyó més profunt" és igualment imprecisa, especialment si s'inclouen els canyons de muntanya, així com els canyons tallats al llarg d'altiplans releativament plans (que tenen una elevació de les vores més o menys ben definida).
El Gran Canyó de Yarlung Tsangpo (o Canyó de Tsangpo), al llarg del riu Yarlung Tsangpo al Tibet, és considerat per alguns el canyó més profund del món amb 5.500 metres de profunditat. És lleugerament més llarg que el Gran Canyó del Colorado a Arizona, als Estats Units. Altres consideren que el canyó més profund és la Gorja de Kali Gandaki al centre del Nepal, amb una diferència de 6.4000 metres entre el nivell del riu i els pics que l'envolten.
Competint per ser els canyons més profunds del continent americà, hi ha el Canyó de Cotahuasi i el Canyó del riu Colca, al sud del Perú. Tots dos tenen uns 3.500 metres de profunditat.
El Gran Canyó, al nord d'Arizona, als Estats Units, amb una profunditat mitjana de 1.600 metres i un volum de 4.17 trilions de metres cúbics, és un dels canyons més grans del món. Es trobava entre els 28 finalistes del concurs de les 7 meravelles naturals del món. (Alguns la consideren una de les set meravelles naturals del món.)
El canyó més gran de l'Àfrica és el Canyó del riu Fish, a Namíbia.
L'agost del 2013, es va informar del descobriment del Gran Canyó a Groenlàndia, basant-se en l'anàlisi de les dades de la missió de la NASA Operation IceBridge. Es troba sota una gran capa de gel. Amb una longitud de 750 km, es considera el canyó més llarg del món.
La Vall de Capertee a Austràlia és sovint considerada el segon canyó més gran del món (pel que fa a la profunditat).

## Exemples notables

### Àfrica

Canyó del Riu Fish, a Namíbia

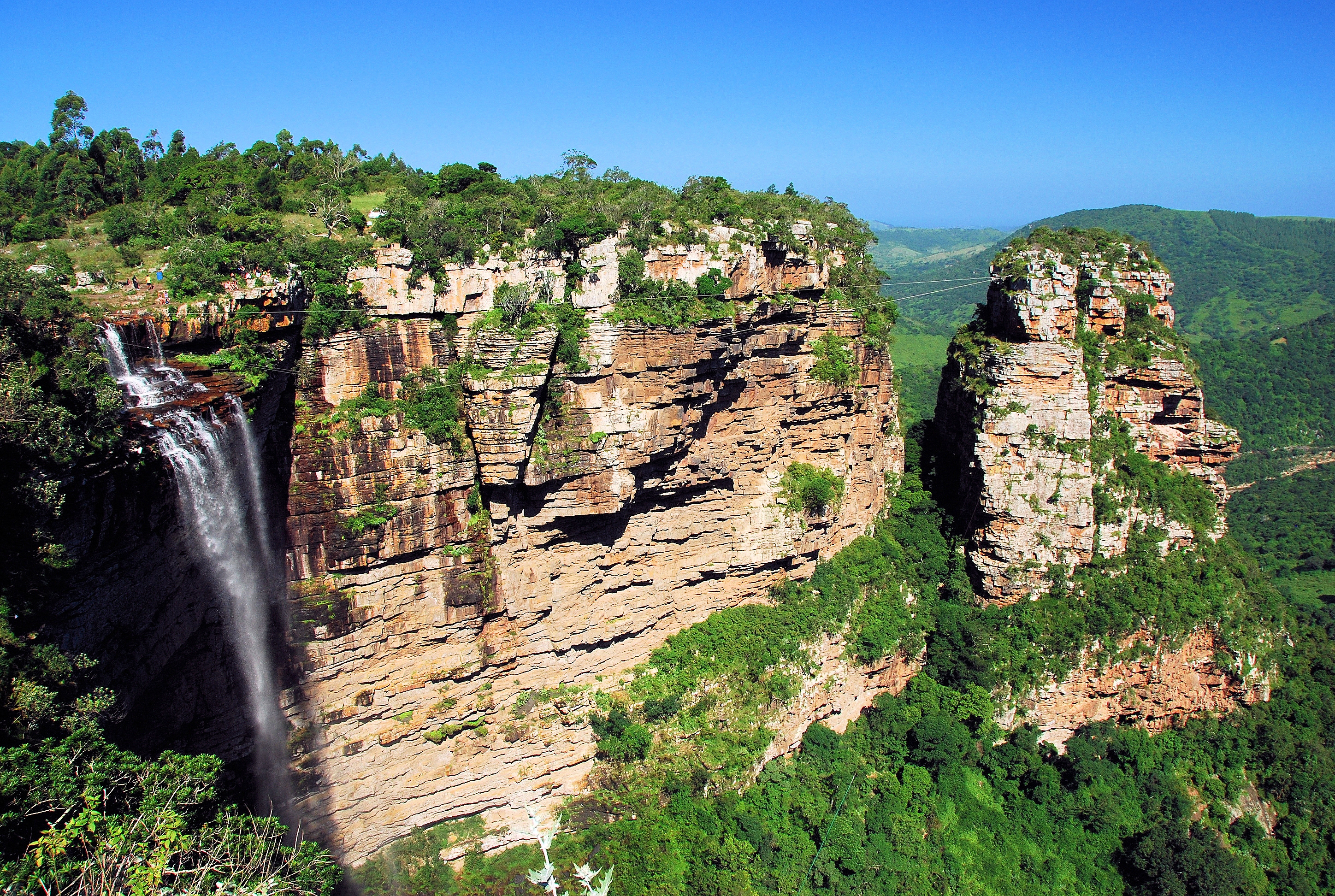
Oribi Gorge, a Sud-àfrica

Namíbia
- Canyó del riu Fish

Sud-àfrica
- Canyó del riu Blyde, Mpumalanga
- Gorja d'Oribi, KwaZulu-Natal

Tanzània
- Gorja d'Olduvai

### Amèrica
Argentina
- Canyó del riu Atuel, Província de Mendoza

Brasil
- Itaimbezinho, Rio Grande do Sul

Canadà

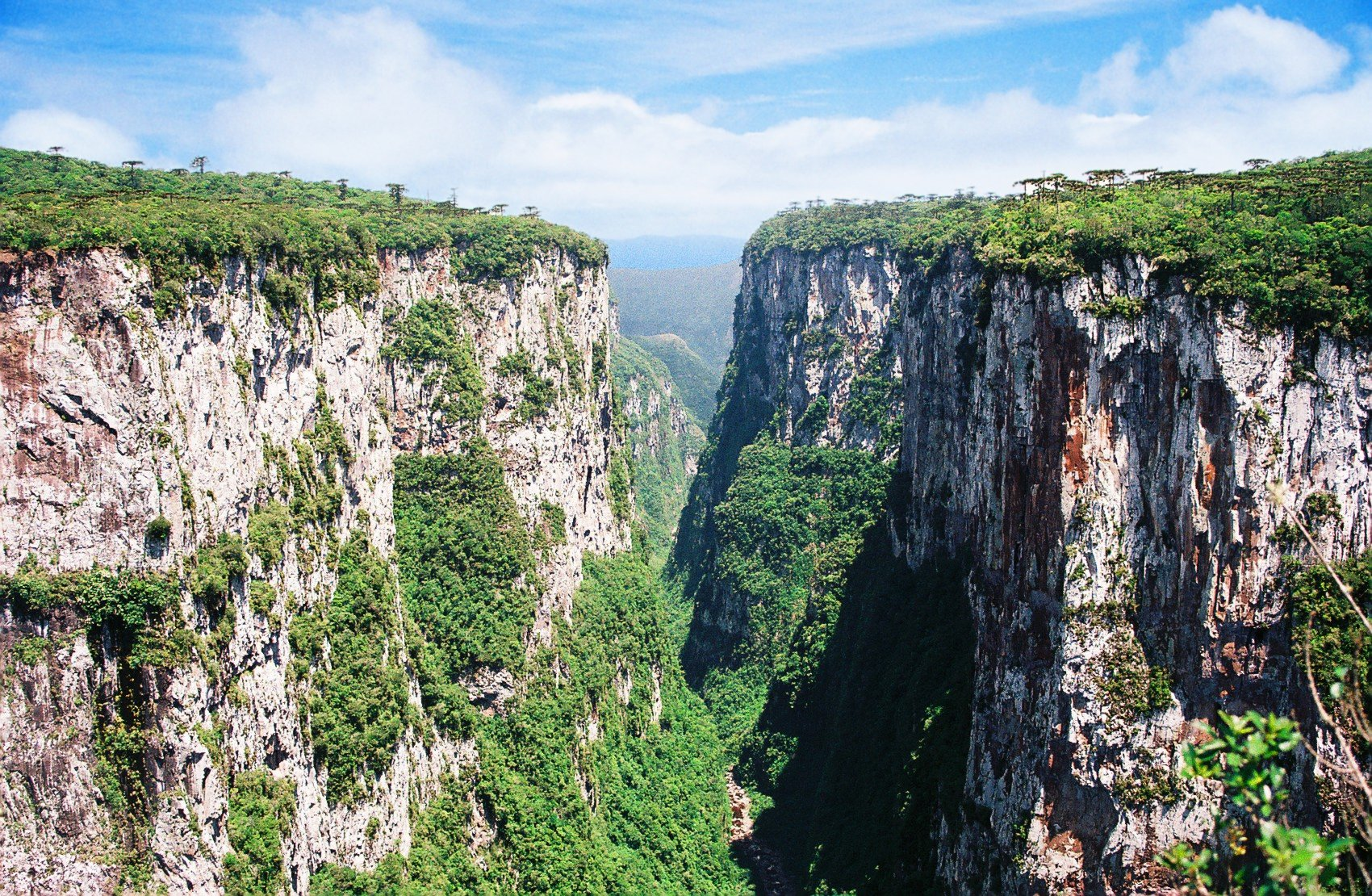
Canyó d'Itaimbezinho, al Brasil

- Gran Canyó del Stikine, Colúmbia Britànica
- Canyó de Horseshoe, Alberta
- Gorja del Niàgara, Ontario
- Canyó de l'Ouimet, Ontario

Colòmbia
- Canyó de Chicamocha, Departament de Santander

Estats Units
- Canyó de l'Antílop, Arizona

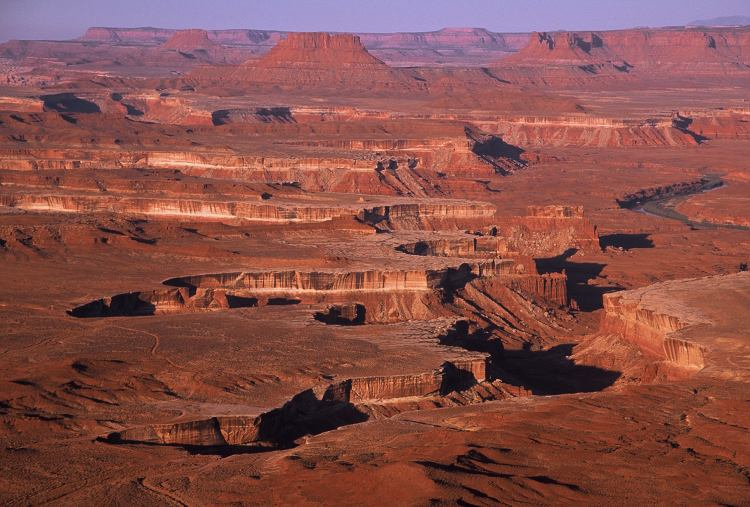
Vista superior del riu Green (part del riu Colorado, al Parc Nacional de les Canyonlands, a Utah, Estats Units

- Parc Nacional de les Canyonlands, Utah
- Monument Nacional del Canyó de Chelly, Arizona
- Parc Nacional del Canyó Negre del Gunnison, Colorado
- Gran Canyó, Arizona
- Reserva Nacional del Canyó del Riu Little, Alabama
- Canyó del riu Snake, Wyoming

Mèxic
- Barranca de Oblatos, Jalisco
- Canyó de Copper, Chihuahua
- Canyó de Sumidero, Chiapas

Perú
- Canyó del Pato, Regió d'Ancash
- Canyó del riu Colca, Regió d'Arequipa
- Canyó de Cotahuasi, Regió d'Arequipa

### Àsia
Índia

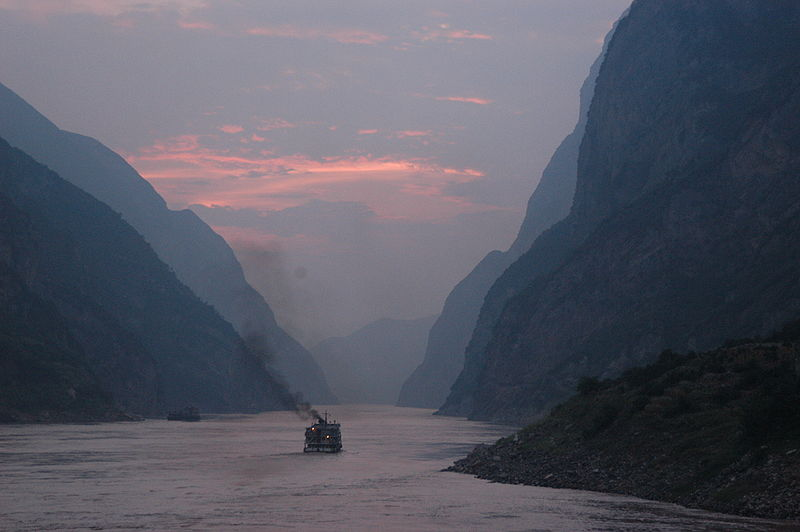
Una de les Tres Gorges del riu Iang-Tsé, a la Xina.

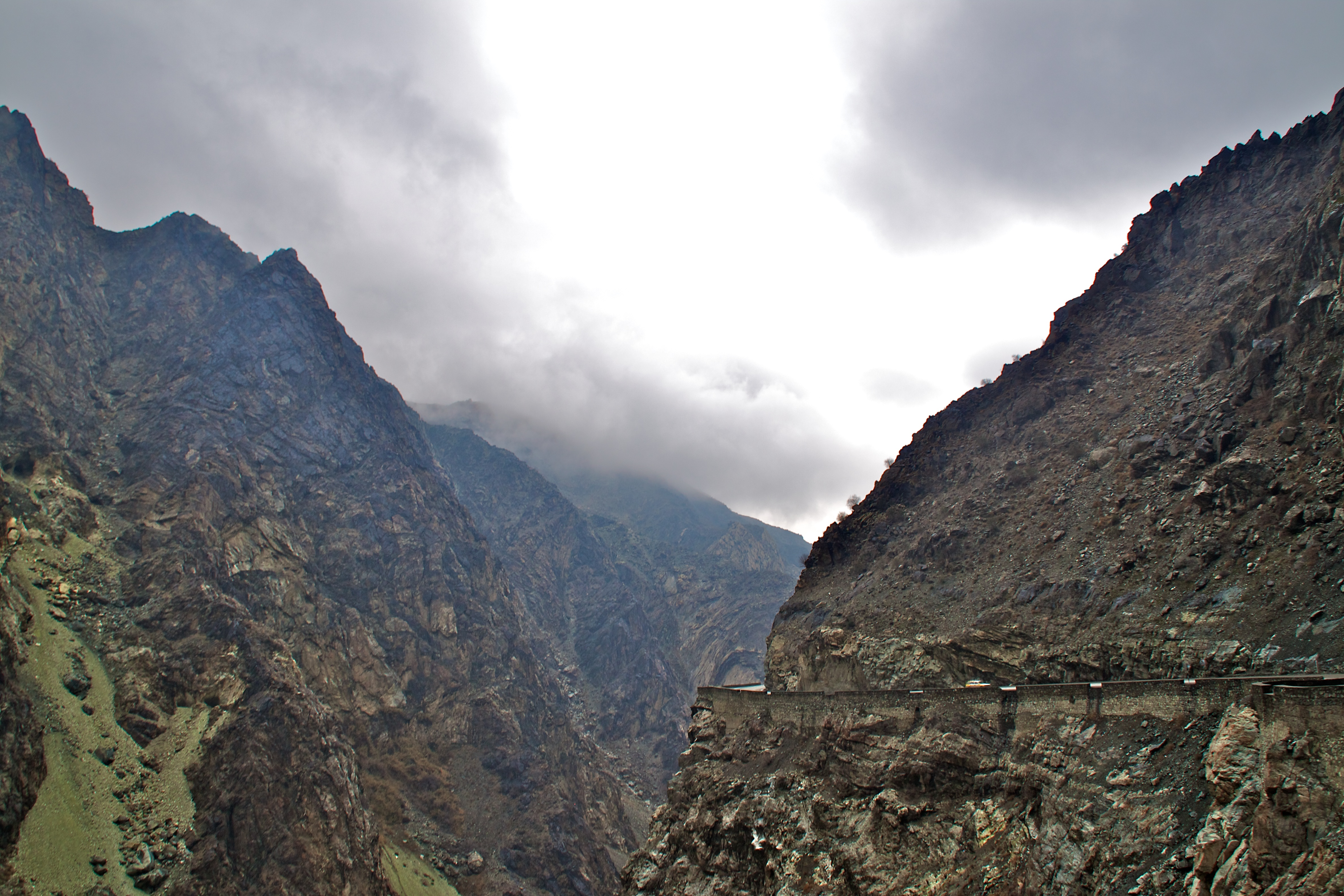
La gorja del riu Kabul, a l'Afganistan

- Gandikota (gorja del riu Penner), Kadapa, Andhra Pradesh
- Cascades de Raneh, Chhatarpur, Madhya Pradesh
- Garadia Mahadev, Kota, Rajasthan
- Idukki, Ghats Occidentals, Kerala

Indonèsia
- Canyó de Brown, Semarang, Java Central
- Cukang Taneuh, Pangandaran, Java Occidental

Taiwan
- Parc Nacional de Taroko, Hualien

Xina
- Tres Gorges, Chongqing
- Goja del Salt del Tigre, Yunnan
- Gran Canyó de Yarlung Tsangpo, Tibet

Altres
- Tang-e Gharu (Afganistan)
- Tenryū-kyō, Prefectura de Nagano (Japó)
- Canyó de Xarín (Kazakhstan)
- Gorja de Kali Gandaki (Nepal)
- Gorja del riu Indus a través de l'Himàlaia (Pakistan)
- Vall d'Ihlara, Província d'Aksaray (Turquia)

### Europa
Espanya

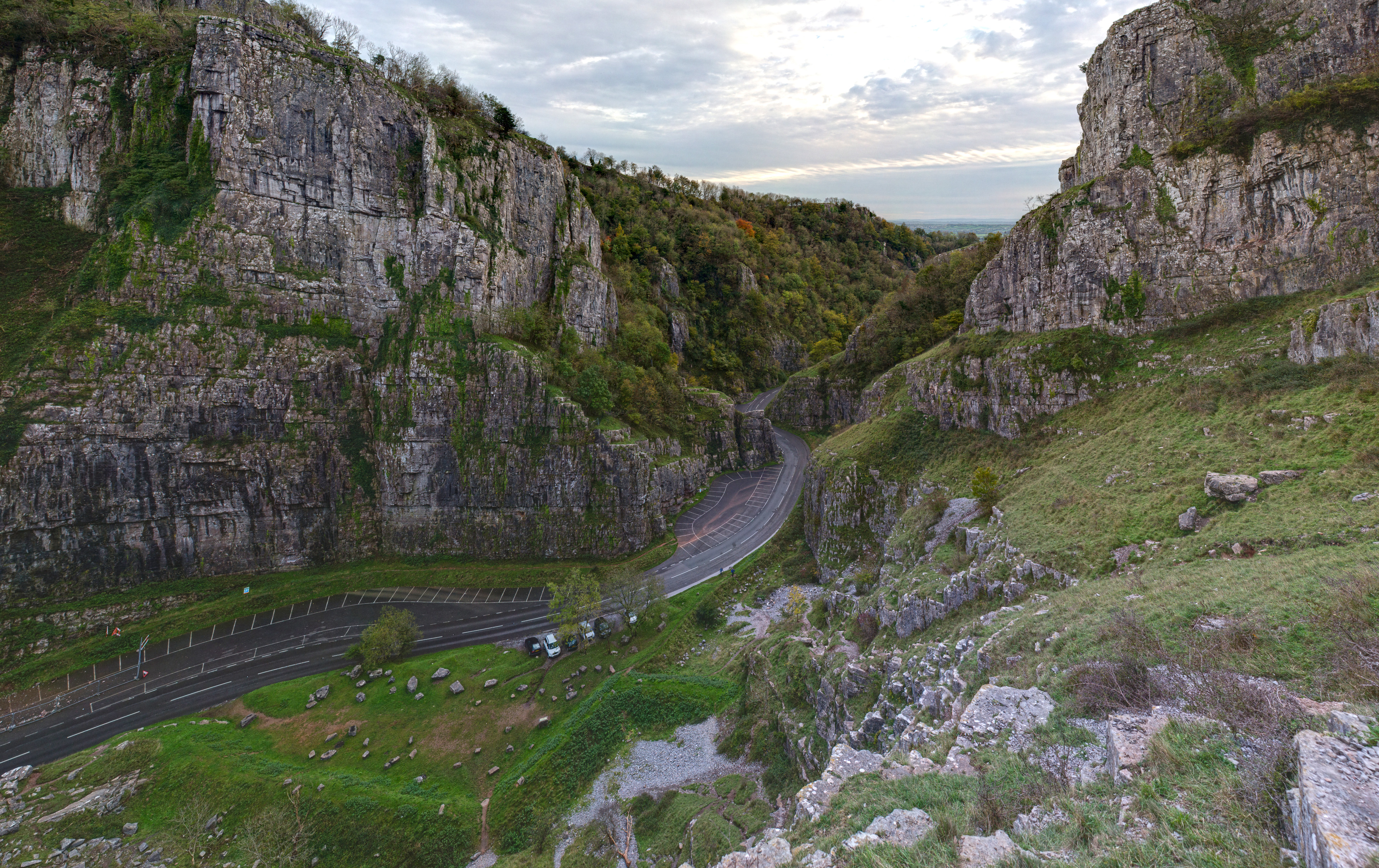
Gorja de Cheddar, a Anglaterra, Regne Units

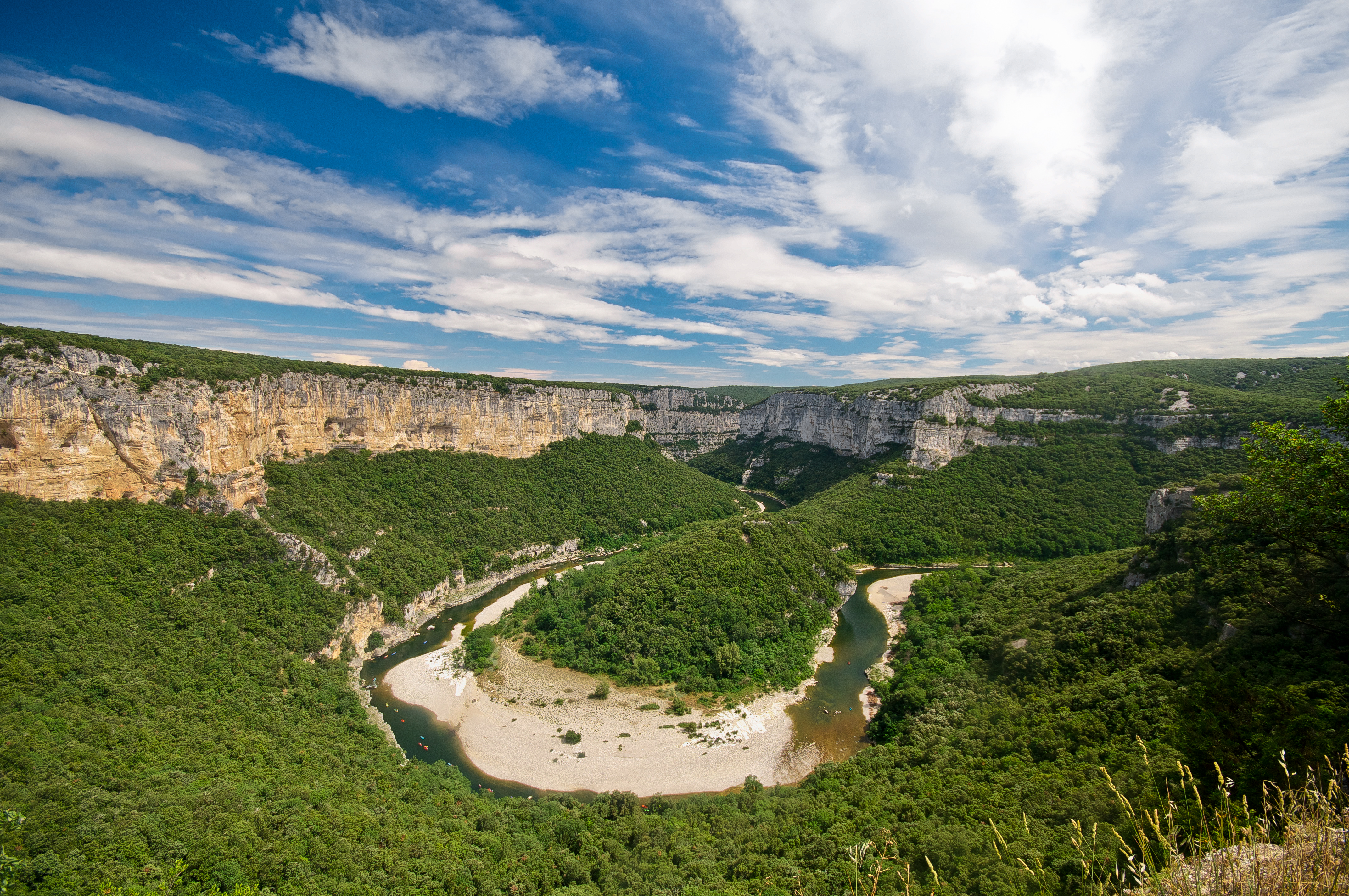
El circ de la Madeleine, a les Gorges de l'Ardèche, a França

- Canyó del Tajo, Província de Guadalajara
- Barranco de la Hoz, riu Gallo, Província de Guadalajara
- Canyó del riu Guadalupe, Província de Terol
- Canyó de Lobos, Província de Sòria

França
- Gorges d'Ardèche, Roine-Alps
- Gorges de Daluis, Provença
- Gorges del Tarn,
- Gorges del Verdon, Alps de l'Alta Provença

Regne Unit
- Gorja d'Avon, Bristol
- Gorja de Cheddar, Somerset

Ucraïna
- Canyó d'Aktove
- Canyó de Buky
- Canyó de Dniester

Altres
- Canyó d'Osum (Albània)
- Gorja de Partnach (Alemanya)

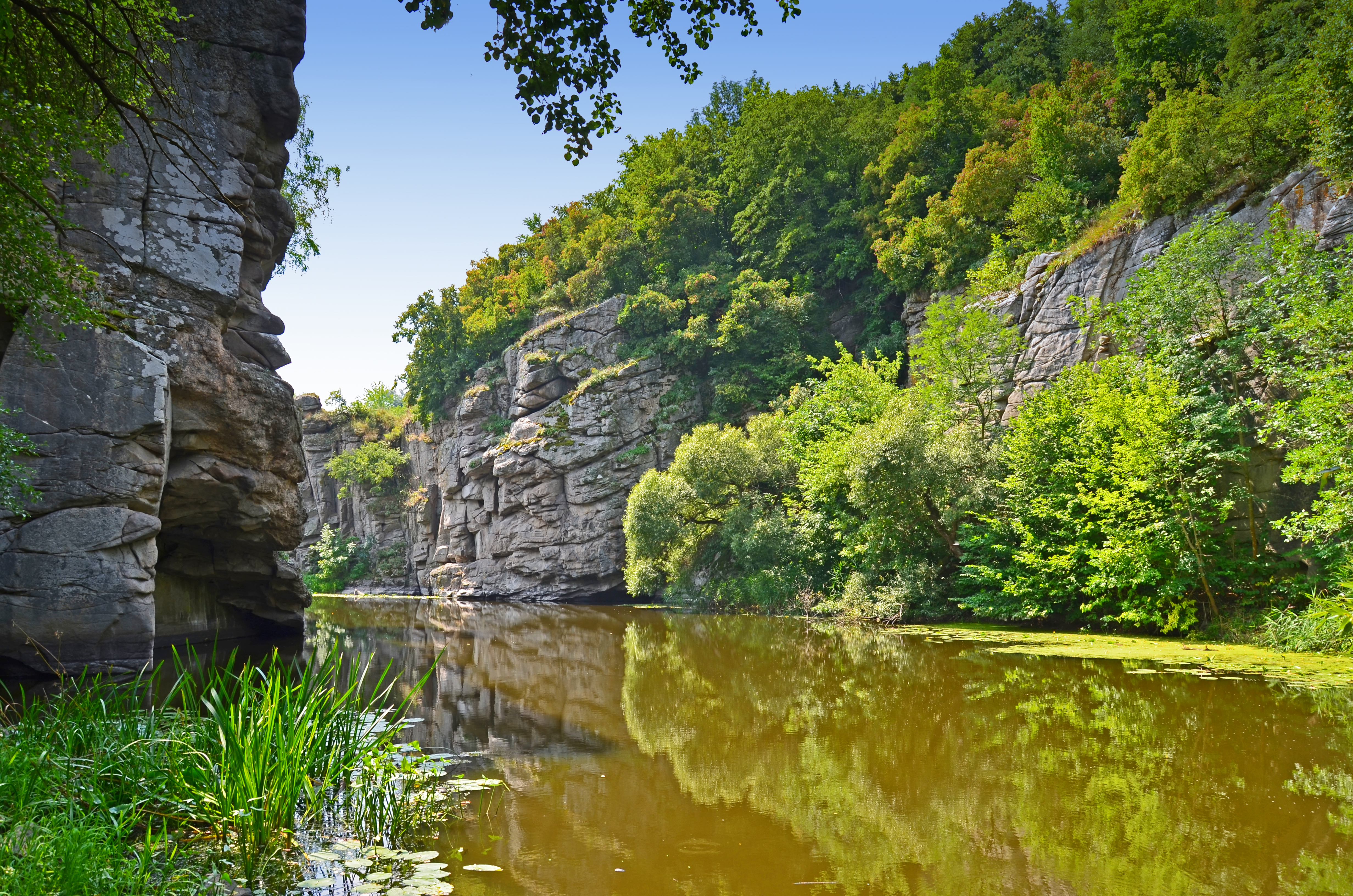
Canyó de Buky, a Ucraïna

- Cantó de Rakitnica, Canyó del riu Drina, canyó del riu Neretva, canyó del riu Vrbas (Bòsnia i Hercegovina)
- Gorja de Trigrad (Bulgària)
- Gorja de Vintgar (Eslovènia)
- Gorja de Vikos i Gorja de Samarià (Grècia)
- Gran Canyó (Groenlàndia)
- Fjaðrárgljúfur (Islàndia)
- Canyó de Rugova (Kosovo)
- Canyó de Matka (Macedònia del Nord)
- Canyó del riu Tara (Montenegro / Bòsnia i Hercegovina)
- Canyó del riu Morača, Canyó del riu Piva
- Sautso (Noruega)
- Gorja del riu Dunajec (Polònia / Eslovàquia)
- Gorja de l'Aar (Suïssa)

### Oceania
Austràlia

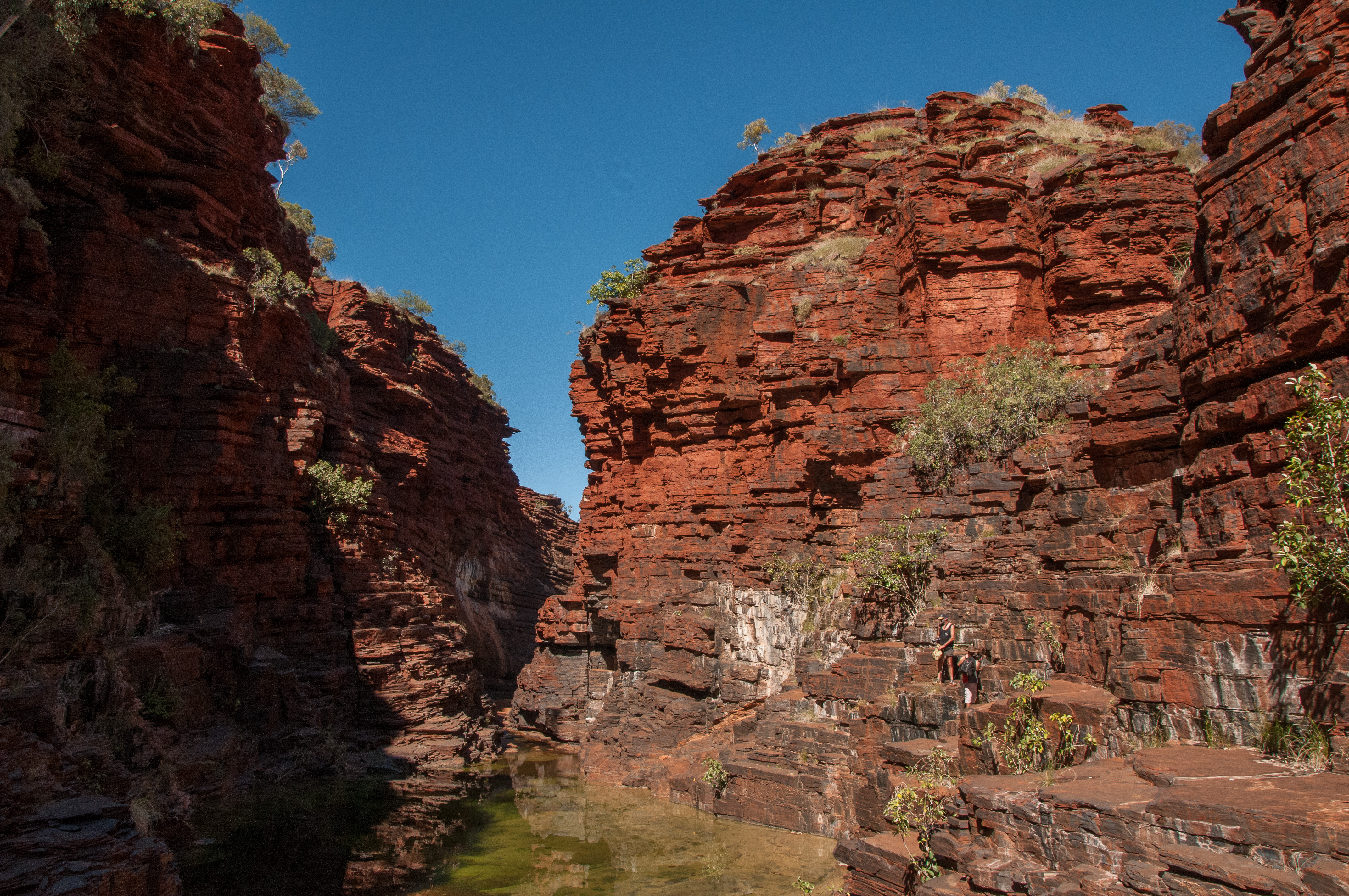
Gorja de Joffre, en el Parc Nacional de Karijini, a Austràlia

- Gorja de Joffre, Parc Nacional de Karijini, Austràlia Occidental
- Gorja de Katherine, Territori del Nord
- Kings Canyon, Territori del Nord
- Gorja del riu Murchison, Austràlia Occidental
- Vall de Jamison, Nova Gal·les del Sud
- Vall de Capertee, Nova Gal·les del Sud, el segon canyó més ample del món

Nova Zelanda
- Gorja de Manawatu, a l'illa del nord.
- Canyó de Skippers, a l'illa del sud.

## Canyons en altres cossos planetaris
- Ithaca Chasma a la lluna de Saturn Tetis.
- Valles Marineris a Mart, el canyó més gran conegut en el sistema solar.
- Vid Flumina al satèlit més gran de Saturn, Tità. Es tracta de l'únic canyó amb sòl líquid conegut del sistema solar, més a part dels del planeta Terra.[13]

Venus té molts cràters i canyons en la seva superfície. Les depressions del planeta són part d'un sistema de canyons que té una longitud de més de 6 400 km.